# Journal of the American Chemical Society
«Журна́л америка́нського хімі́чного товари́ства» (англ. Journal of the American Chemical Society, скор. J. Am. Chem. Soc. або JACS) — щотижневий науковий журнал, який видається Американським хімічним товариством з 1879 року. За час свого існування журнал поглинув два інші наукові видання: «Журнал аналітичної та прикладної хімії» (англ. Journal of Analytical and Applied Chemistry) в липні 1893 року та «Американський хімічний журнал» (англ. American Chemical Journal) в січні 1914 року.
Журнал публікує оригінальні дослідження з усіх областей хімії. Головним редактором журналу з 2002 року є Пітер Станг з університету Юти.
Це найвпливовіший журнал серед хімічних періодичних видань. Коефіцієнт впливовості журналу в 2013 році становив 11,444.